# جيسيكا نيلسون نورث
جيسيكا نيلسون نورث (بالإنجليزية: Jessica Nelson North)‏ (7 سبتمبر 1891 - 3 يونيو 1988)؛ كاتِبة مُتخصِّصة في أدب الأطفال، شاعرة وروائية أمريكية.